# 아이번 쇼
아이번 쇼(Ivan Shaw)는 미국의 배우이다.

## 출연 작품
- 나이트메어 코드 (2014년)
- 올모스트 퍼펙트 (2011, Almost Perfect)
- 컴 백 록스타 (2010년)
- 더 트루 어바웃 엔젤스 (2009년)
- 러시 아워 2 (2001년)

### 텔레비전
- 더 영 앤 더 레스트리스 (2008)